# 법인파산회생관리위원회
법인파산회생관리위원회(法人罷産回生管理委員會)는 회생 및 파산 절차를 적정하고 신속하게 진행하기 위하여 대법원규칙이 정하는 회생법원 설치된 위원회이다.

## 설치 근거
- 채무자 회생 및 파산에 관한 법률 제15조

## 구성

### 위원장(1인)

#### 관리위원(위원장을 포함해 3~15인)
관리위원은 다음 각호의 어느 하나에 해당하는 자 중에서 회생법원장이 위촉한다.
1. 변호사 또는 공인회계사의 자격이 있는 자
2. 은행법에 의한 은행 그 밖에 대통령령이 정하는 법인에서 15년 이상 근무한 경력이 있는 자
3. 상장기업의 임원으로 재직한 자
4. 법률학·경영학·경제학 또는 이와 유사한 학문의 석사학위 이상을 취득한 자로서 이와 관련된 분야에서 7년 이상 종사한 자
5. 제1호 내지 제4호에 규정된 자에 준하는 자로서 학식과 경험을 갖춘 자